# Allozelotes
Allozelotes är ett släkte av spindlar. Allozelotes ingår i familjen plattbuksspindlar.
Kladogram enligt Catalogue of Life:
| Allozelotes | \| \| Allozelotes dianshi \| \| \| \| \| \| Allozelotes lushan \| \| \| \| |
|             | \| \| Allozelotes dianshi \| \| \| \| \| \| Allozelotes lushan \| \| \| \| |
|             | Allozelotes dianshi                                                        |
|             |                                                                            |
|             | Allozelotes lushan                                                         |
|             |                                                                            |